# تابع لجستیک

تابع سیگمویید لُجستیک استاندارد که در آن

یک تابع لُجستیک (به انگلیسی: logistic function) یا منحنی لُجستیک، یک منحنی معمول Sشکل (منحنی سیگموئید) با معادله زیر است:
{\displaystyle f(x)={\frac {L}{1+e^{-k(x-x_{0})}}},}
که در آن
- {\displaystyle x_{0}}، مقدار {\displaystyle x} برای نقطه میانه سیگموید است.
- {\displaystyle L}، مقدار ماکزیمم منحنی است.
- {\displaystyle k}، نرخ رشد لُجستیک یا شیب منحنی است.[۱]

برای مقادیر x در دامنه اعداد حقیقی، از {\displaystyle -\infty } تا {\displaystyle +\infty }، منحنی S نشان‌داده شده در چپ به دست می‌آید، که در آن گراف {\displaystyle f} موقعی که {\displaystyle x} به {\displaystyle +\infty } نزدیک می‌شود، به {\displaystyle L} نزدیک می‌شود، و موقعی که {\displaystyle x} به {\displaystyle -\infty } نزدیک می‌شود، به صفر نزدیک می‌شود.
تابع لُجستیک کاربردهایی در زمینه‌های مختلف دارد که شامل زیست‌شناسی (مخصوصا بوم‌شناسی)، زیست‌شناسی ریاضیاتی، شیمی، جمعیت‌شناسی، علم اقتصاد، علوم زمین، روان‌شناسی ریاضی، احتمالات، جامعه‌شناسی، علوم سیاسی، زبان‌شناسی، آمار، و شبکه‌های عصبی مصنوعی است. تابع هایپربولیک نوع ۱، نوعی تعمیم برای تابع لُجستیک است.

## ویژگی‌های ریاضیاتی
تابع لُجستیک استاندارد همان تابع لُجستیک با پارامترهای {\displaystyle k=1}، {\displaystyle x_{0}=0}، {\displaystyle L=1}، که منجر به زیر می‌شود:
{\displaystyle f(x)={\frac {1}{1+e^{-x}}}={\frac {e^{x}}{e^{x}+1}}={\frac {1}{2}}+{\frac {1}{2}}\tanh \left({\frac {x}{2}}\right).}
در عمل به دلیل طبیعت تابع نمایی {\displaystyle e^{-x}}، معمولاً فقط کافی است تا تابع لُجستیک استاندارد را برای {\displaystyle x} روی محدوده کوچکی از اعداد حقیقی، مثل محدوده موجود در [−۶, +۶] محاسبه کنیم، زیرا این تابع بسیار سریع به مقادیر نزدیک به اشباع یعنی ۰ و ۱ همگرا می‌شود.
تابع لُجستیک این ویژگی متقارن را دارد:
{\displaystyle 1-f(x)=f(-x).}
بنابراین {\displaystyle x\mapsto f(x)-1/2} یک تابع فرد است.
تابع لُجستیک یک آفست و تابع تانژانت هذلولوی مقیاس‌دهی شده‌است:
{\displaystyle f(x)={\frac {1}{2}}+{\frac {1}{2}}\tanh \left({\frac {x}{2}}\right),}
یا
{\displaystyle \tanh(x)=2f(2x)-1.}
این موضوع از زیر به دست آمده‌است:
{\displaystyle {\begin{aligned}\tanh(x)&={\frac {e^{x}-e^{-x}}{e^{x}+e^{-x}}}={\frac {e^{x}\cdot \left(1-e^{-2x}\right)}{e^{x}\cdot \left(1+e^{-2x}\right)}}\\&=f(2x)-{\frac {e^{-2x}}{1+e^{-2x}}}=f(2x)-{\frac {e^{-2x}+1-1}{1+e^{-2x}}}=2f(2x)-1.\end{aligned}}}

### مشتق
مشتق تابع لُجستیک استاندارد به سادگی محاسبه می‌شود. به این مشتق «توزیع لُجستیک» می‌گویند:
{\displaystyle f(x)={\frac {1}{1+e^{-x}}}={\frac {e^{x}}{1+e^{x}}},}
{\displaystyle {\frac {\mathrm {d} }{\mathrm {d} x}}f(x)={\frac {e^{x}\cdot (1+e^{x})-e^{x}\cdot e^{x}}{(1+e^{x})^{2}}}={\frac {e^{x}}{(1+e^{x})^{2}}}=f(x){\big (}1-f(x){\big )}}

### انتگرال
به صورت برعکس، پاد مشتق را می‌توان با جایگذاری {\displaystyle u=1+e^{x}} محاسبه کرد، زیرا {\displaystyle f(x)={\frac {e^{x}}{1+e^{x}}}={\frac {u'}{u}}}، از این رو (با حذف ثابت انتگرال‌گیری)
{\displaystyle \int {\frac {e^{x}}{1+e^{x}}}\,dx=\int {\frac {1}{u}}\,du=\ln u=\ln(1+e^{x}).}
در شبکه‌های عصبی مصنوعی، به آن، تابع سافت‌پلاس (به انگلیسی: softplus) می‌گویند و (با مقیاس‌دهی) یک تقریب صاف از تابع شیب است، همان‌طور که تابع لُجستیک (با مقیاس‌دهی) یک تقریب صاف از تابع پله‌ای هویساید است.

### معادله دیفرانسیلی لُجستیک
تابع لُجستیک استاندارد راه‌حل معادله دیفرانسیل معمولی غیرخطی مرتبه-اول ساده زیر:
{\displaystyle {\frac {d}{dx}}f(x)=f(x){\big (}1-f(x){\big )}}
با شرط حدی {\displaystyle f(0)=1/2} است. این معادله نسخه پیوسته تناظر لُجستیک است. توجه کنید که تابع لُجستیک وارون همان راه‌حل برای یک معادله دیفرانسیل معمولی خطی مرتبه-اول ساده است.
رفتار کیفی این تابع به صورت ساده به صورت خط فازی قابل فهم است: موقعی که تابع ۱ است، مشتق ۰ است، موقعی که تابع {\displaystyle f} بین ۰ و ۱ است، مشتق مثبت است، و موقعی که {\displaystyle f} بالای ۱ یا پایین ۰ است، مشتق منفی است (اگرچه جمعیت منفی معمولاً با یک مدل فیزیکی متناظر نیست). این موضوع منجر به یک تعادل غیرپایدار در نقطه ۰ و تعادل پایدار در نقطه ۱ می‌شود، و از این رو برای هر مقدار تابع بزرگتر از ۰ و کمتر از ۱، به سمت ۱ رشد می‌کند.
معادله لُجستیک نوع خاصی از معادله دیفرانسیلی برنولی است، و راه‌حل زیر را دارد:
{\displaystyle f(x)={\frac {e^{x}}{e^{x}+C}}.}
با انتخاب ثابت انتگرال‌گیری {\displaystyle C=1} یک تعریف مشهور دیگر برای منحنی لُجستیک به دست می‌آید:
{\displaystyle f(x)={\frac {e^{x}}{e^{x}+1}}={\frac {1}{1+e^{-x}}}.}
به صورت کمی‌تر، همان‌طور که از راه‌حل تحلیلی قابل مشاهده است، منحنی لُجستیک یک رشد نمایی ابتدایی برای آرگومان منفی نشان می‌دهد، که به یک رشد خطی با شیب ۱/۴ برای آرگومان نزدیک به ۰ می‌رسد، و سپس با یک شکاف تنزلی نمایی به ۱ نزدیک می‌شود.
تابع لُجستیک وارون تابع لوجیت طبیعی است، و از این رو از آن می‌توان استفاده کرد تا «لگاریتم بخت» را به «احتمال» تبدیل نمود. در نمادگذاری ریاضیاتی، تابع لُجستیک را گاهی به صورت "expit" می‌نویسند، که این موضوع، شکلی مشابه "logit" دارد. تبدیل از نسبت لاگ-درست‌نمایی دو جایگزین نیز شکل منحنی لُجستیک را به خود می‌گیرد.
معادله دیفرانسیل به دست آمده در بالا نوع خاصی از معادله دیفرانسیل عمومی است که فقط تابع سیگمویید را برای {\displaystyle x>0} مدل‌سازی می‌کند. در بسیاری از کاربردهای مدل‌سازی، شکل عمومی‌تر:
{\displaystyle {\frac {df(x)}{dx}}={\frac {k}{a}}f(x){\big (}a-f(x){\big )},\quad f(0)=a/(1+e^{kr})}
ممکن است پسندیده‌تر باشد. حل آن همان سیگموید منتقل شده و مقیاس‌دهی شده {\displaystyle aS{\big (}k(x-r){\big )}} است.
رابطه تانژانت-هایپربولیک منجر به شکل دیگری از مشتق تابع لُجستیک می‌شود:
{\displaystyle {\frac {d}{dx}}f(x)={\frac {1}{4}}\operatorname {sech} ^{2}\left({\frac {x}{2}}\right),}
که این موضوع تابع لُجستیک را به «توزیع لُجستیک» پیوند می‌دهد.

### تقارن چرخشی حول نقطه (۰, ۱/۲)
جمع تابع لُجستیک و معکوس آن حول محول عمودی، یعنی {\displaystyle f(-x)} به این صورت است:
{\displaystyle {\frac {1}{1+e^{-x}}}+{\frac {1}{1+e^{-(-x)}}}={\frac {e^{x}}{e^{x}+1}}+{\frac {1}{e^{x}+1}}=1.}
از این رو تابع لُجستیک حول نقطه (۰, ۱/۲) به صورت چرخشی متقارن است.

## کاربردها
آقای لینک یک گسترش برای نظریه آقای والد برای تحلیل ترتیبی برای تجمع فاقدتوزیع برای متغیرهای تصادفی، تا موقعی که به یک حد منفی یا مثبت اول برابر شود یا بالاتر شود، ساخت. لینک احتمال اولین حد مثبت برابر یا بیشتر را به صورت {\displaystyle (1+e^{-\theta A})} به دست آورد که همان تابع لُجستیک است. این اولین اثباتی بود که تابع لُجستیک می‌توانست به عنوان مبنای یک فرایند تصادفی داشته باشد. لینک مثال‌هایی از یک سده از نتایج تجربی «لُجستیک»، و رابطه تازه به دست آمده بین این احتمال و زمان جذب در حدود را ایجاد کرد.

### در آمار و یادگیری ماشین
توابع لُجستیک در چندین نقش در آمار استفاده شده‌است. برای مثال آن‌ها تابع توزیع تجمعی برای خانواده لُجستیک برای توزیع‌ها هستند، و از آن‌ها به صورت ساده در مدل‌سازی شانس یک بازیکن شطرنج که باید حریف خود را در سامانه نرخ‌دهی الو شکست دهد، استفاده می‌شوند. مثال‌های خصوصی‌تر در ادامه می‌آید.

#### رگرسیون لُجستیک
از توابع لُجستیک در رگرسیون لجستیک استفاده می‌شود تا این موضوع که چقدر احتمال {\displaystyle p} از یک رخداد ممکن است از یک یا بیشتر متغیر توضیح‌دهنده تأثیر بپذیرد را مدل‌سازی کنند، یک مثال آن برای مدل زیر است:
{\displaystyle p=f(a+bx),}
که در آن {\displaystyle x} متغیر توضیح‌دهنده است، {\displaystyle a} و {\displaystyle b} پارامتر مدل برای متناسب شدن هستند، و {\displaystyle f} همان تابع لُجستیک استاندارد است.
به صورت معمول از رگرسیون لجستیک و دیگر مدل‌های لاگ-خطی در یادگیری ماشین استفاده می‌شود. یک تعمیم از تابع لجستیک به چندین ورودی، تابع فعال‌سازی سافت‌مکس است، که در رگرسیون لجستیک چندجمله‌ای از آن استفاده می‌شود.
کاربرد دیگر تابع لجستیک در مدل رش است، که در نظریه پاسخ مورد از آن استفاده می‌شود. بخصوص، مدل رش یک مبنا برای تخمین احتمال حداکثری برای محل اشیا یا افراد در یک پیوستار، بر اساس گردآوردی از داده طبقه‌ای می‌سازد، برای مثال توانایی افراد در یک پوستار مبتنی بر پاسخ‌ها قرار دارد، که به صورت درست یا نادرست طبقه‌بندی شده‌اند.

#### شبکه‌های عصبی
معمولاً از توابع لُجستیک در شبکه‌های عصبی برای معرفی غیرخطی‌بودن در مدل یا برای گیرانداختن سیگنال‌ها به داخل یک محدوده معین استفاده می‌شود. یک عنصر شبکه عصبی یک ترکیب خطی از سیگنال‌های ورودی‌اش را محاسبه می‌کند، و تابع لُجستیک محدود به عنوان تابع فعال‌سازی به جواب اعمال می‌شود؛ این مدل را می‌توان به عنوان نوع «صاف‌شده» عصب آستانه کلاسیک دانست.
یک گزینه معمول برای توابع فعال‌سازی یا «کوبیدن یا له‌کردن» که از آن برای اتصال به مقادیر بزرگ و برای محدود نگهداشتن پاسخ شبکه عصبی استفاده می‌شود، به صورت زیر است:
{\displaystyle g(h)={\frac {1}{1+e^{-2\beta h}}},}
که یک تابع لجستیک است.
این موضوع منجر به پیاده‌سازی‌های ساده شبکه‌های عصبی مصنوعی با عصب‌های مصنوعی می‌شود. متخصصان احتیاط می‌کنند که توابع سیگموییدی که حول مبدأ پادمتقارن هستند (مثل تانژانت هذلولوی) موقعی که شبکه را با پس‌انتشار آموزش می‌دهیم منجر به همگرایی سریع‌تر می‌شوند.
تابع لُجستیک خودش مشتق تابع فعال‌سازی پیشنهادی دیگری، به نام سافت‌پلاس است.

#### در زبان‌شناسی: دگرگونی زبانی
در زبان‌شناسی، از تابع لُجستیک برای مدل‌سازی دگرگونی زبانی استفاده می‌شود: یک نوآوری که در محدوده اول است، با گسترش سریع‌تری در زمان شروع می‌شود، و سپس با قبول‌شدن جهانی آن، گسترش آن آهسته‌تر می‌شود.